# Пиньял-Нову
Пиньал Нову (порт. Pinhal Novo)  —  район (фрегезия) в Португалии,  входит в округ Сетубал. Является составной частью муниципалитета  Палмела. Находится в составе крупной городской агломерации Большой Лиссабон. По старому административному делению входил в провинцию Эштремадура. Входит в экономико-статистический  субрегион Полуостров Сетубал, который входит в Лиссабонский регион. Население составляет 20 993 человека на 2001 год. Занимает площадь 55,84 км².
Покровителем района считается Иосиф Обручник (порт. S. José).